# Eutaenia tanoni
Eutaenia tanoni là một loài bọ cánh cứng trong họ Cerambycidae.